# 大相撲平成24年3月場所
大相撲平成24年3月場所（おおずもうへいせい24ねん3がつばしょ）は、2012年3月11日（日）から3月25日（日）まで、大阪府立体育会館で開催された大相撲本場所。
幕内最高優勝は、横綱・白鵬翔（13勝2敗・22回目）。

## 場所前の話題など
この年の2月、大阪場所担当部長に貴乃花親方が就任してそのPR活動が世間の注目を浴びており、観客動員数が増えることが期待された。
前場所で初めて優勝した大関把瑠都の横綱昇進がかかっており、その結果が期待された。
関脇鶴竜が前場所までの2場所に関脇の地位で連続10勝をあげており、結果次第では場所後の大関昇進の可能性もあるということで、その結果が期待された。

## 番付・星取表
| 東         | 成績       | 結果                     | 番付   | 西       | 成績       | 結果   |
| ---------- | ---------- | ------------------------ | ------ | -------- | ---------- | ------ |
| 白鵬       | 13勝2敗    | 優勝                     | 横綱   |          |            |        |
| 把瑠都     | 10勝5敗    |                          | 大関   | 日馬富士 | 11勝4敗    |        |
| 稀勢の里   | 9勝6敗     |                          | 大関   | 琴欧洲   | 8勝7敗     |        |
|            |            |                          | 大関   | 琴奨菊   | 9勝6敗     |        |
| 鶴竜       | 13勝2敗    | 優勝同点、殊勲賞、技能賞 | 関脇   | 安美錦   | 7勝8敗     |        |
| 臥牙丸     | 6勝9敗     |                          | 小結   | 栃煌山   | 5勝10敗    |        |
| 妙義龍     | 7勝8敗     |                          | 前頭1  | 栃乃若   | 5勝10敗    |        |
| 時天空     | 3勝12敗    |                          | 前頭2  | 嘉風     | 3勝10敗2休 |        |
| 旭天鵬     | 5勝10敗    |                          | 前頭3  | 栃ノ心   | 5勝10敗    |        |
| 豊ノ島     | 11勝4敗    | 技能賞                   | 前頭4  | 阿覧     | 9勝6敗     |        |
| 若荒雄     | 7勝8敗     |                          | 前頭5  | 豊真将   | 11勝4敗    |        |
| 松鳳山     | 7勝8敗     |                          | 前頭6  | 豪栄道   | 12勝3敗    | 敢闘賞 |
| 髙安       | 10勝5敗    |                          | 前頭7  | 豊響     | 9勝6敗     |        |
| 千代の国   | 3勝10敗2休 |                          | 前頭8  | 豪風     | 9勝6敗     |        |
| 隠岐の海   | 8勝7敗     |                          | 前頭9  | 雅山     | 8勝7敗     |        |
| 佐田の富士 | 6勝9敗     |                          | 前頭10 | 碧山     | 8勝7敗     |        |
| 朝赤龍     | 5勝10敗    |                          | 前頭11 | 天鎧鵬   | 6勝9敗     |        |
| 大道       | 7勝8敗     |                          | 前頭12 | 富士東   | 5勝10敗    |        |
| 北太樹     | 9勝6敗     |                          | 前頭13 | 若の里   | 8勝7敗     |        |
| 宝富士     | 6勝9敗     |                          | 前頭14 | 勢       | 5勝10敗    |        |
| 玉鷲       | 7勝8敗     |                          | 前頭15 | 寶智山   | 4勝11敗    |        |
| 翔天狼     | 9勝6敗     |                          | 前頭16 | 隆の山   | 4勝11敗    |        |

## 優勝争い
綱取り大関把瑠都は4日目に大関取りを狙う関脇鶴竜に敗れて土。6日目には全勝は横綱白鵬と鶴竜の2人となり、それを稀勢の里を除く4大関と平幕4人の8人が追う展開となった。7日目にはそのうちの把瑠都と翔天狼を除く6人が敗れ、前半戦終了時点で早くも全勝2人、1敗2人という展開になっていた。
中日に鶴竜は稀勢の里に敗れて土がつき、白鵬と1敗2人はそれぞれ白星だったが、翌9日目に白鵬は鶴竜に敗れて土がつき、1敗4人と2敗が3人という優勝争いに変わった。10日目も1敗4人は変わなかったが、把瑠都と翔天狼は11日目からともに連敗し、12日目終了時点では1敗2人を大関日馬富士が追う展開へと変化した。13日目白鵬は稀勢の里に敗れて2敗、日馬富士は把瑠都に敗れて3敗にそれぞれ後退したが、鶴竜は1敗を守り単独トップ。翌14日目も鶴竜、白鵬が共に勝って優勝争いは千秋楽にもつれ込んだ。
千秋楽、鶴竜が先に土俵へ上がり、勝てば14勝1敗で初優勝が決まるところだったが、平幕の豪栄道にあっさりと敗れて2敗。白鵬は把瑠都に勝って2敗をキープしたため、この2人による優勝決定戦が行われることになった。優勝決定戦は上手投げで白鵬の勝ち。白鵬が千秋楽逆転で2場所ぶり22回目の幕内最高優勝となった。

## 各段優勝・三賞
- 幕内最高優勝　白鵬翔　13勝2敗（2場所ぶり22度目）
  - 殊勲賞　鶴竜力三郎　13勝2敗（2場所連続2度目）
  - 敢闘賞　豪栄道豪太郎　12勝3敗（20場所ぶり3度目）
  - 技能賞
    - 豊ノ島大樹　11勝4敗（7場所ぶり4度目）
    - 鶴竜力三郎　13勝2敗（5場所ぶり7度目）
- 十両優勝　皇風俊司　12勝3敗
- 幕下優勝　海龍玄氣　7戦全勝
- 三段目優勝　希帆ノ海勇樹　7戦全勝
- 序二段優勝　碧己真己樹　7戦全勝
- 序ノ口優勝　大翔栄勇人　7戦全勝

## トピック
場所後に関脇鶴竜の大関昇進が正式に決まり、綱取り大関把瑠都は10勝5敗で綱取りに失敗したため、史上初の6大関時代へと突入することになった。
場所後の2012年4月25日に元小結垣添と元幕内剣武が現役を引退した。垣添は年寄押尾川を襲名し、藤島部屋付き年寄となった。